# Rosanna Viegas
Rosanna Viegas (Brasília, 1978) é uma atriz brasileira, tendo ganho notoriedade no teatro com a peça Adubo ou A Sutil Arte de Escoar pelo Ralo, que foi seu trabalho de conclusão de curso, e na televisão interpretando Rosário em Ti Ti Ti.

## Vida e carreira
Rosanna Viegas nasceu em Brasília, onde passou a juventude. Chegou a participar de bandas de rock locais e fez cursos de teatro e peças de teatro na cidade, tendo entrado no curso de Artes Cênicas na Universidade de Brasília (UnB).
Seu Trabalho de Conclusão de Curso foi feito em 2005, junto com os colegas André Araújo, Juliano Cazarré e Pedro Martins. A peça Adubo ou A Sutil Arte de Escoar pelo Ralo, dirigida por Hugo Rodas, os projetou para além da universidade, com temporadas na cidade e fora dela.
Se muda para o Rio de Janeiro entre 2006 e 2007, onde apresentou Adubo ou A Sutil Arte de Escoar pelo Ralo no Palco Giratório e chamou a atenção de Fernanda Montenegro, que foi assistir a peça. O espetáculo também foi elogiado pela crítica Barbara Heliodora. Outra peça dirigida por Hugo Rodas com Rosanna, Rinoceronte, fez com que ela ganhasse o Prêmio Sesc do Teatro Candango de Melhor Atriz - as duas peças disputaram todas as categorias do prêmio em 2005.
Ganhou notoriedade na televisão ao interpretar Rosário, empregada da família de Jacques Leclair na versão de 2010 de Ti Ti Ti, tendo participado de algumas séries e novelas da Globo desde então.

## Filmografia

### Televisão
| Ano  | Título             | Personagem | Notas                           | Ref.  |
| ---- | ------------------ | ---------- | ------------------------------- | ----- |
| 2009 | Força Tarefa       | Berta      | Episódio: "Valor Sentimental"   |       |
| 2010 | Tititi             | Rosário    |                                 | [ 5 ] |
| 2011 | Força Tarefa       | Márcia     | Episódio: "3.6"                 |       |
| 2013 | Sangue Bom         | Pulquéria  |                                 | [ 6 ] |
| 2014 | O Caçador          | Ana        | Episódio: "Assuntos de Família" |       |
| 2015 | Questão de Família | Sandra     | Episódio: "Diferença"           |       |
| 2016 | Supermax           | Jussara    |                                 | [ 7 ] |
| 2017 | Rock Story         | Socorro    | Participação especial           |       |
| 2017 | Meio Expediente    | Janete     | Especial de Fim de Ano          |       |
| 2017 | Haja Coração       | Mendiga    | Participação especial           | [ 8 ] |

### Cinema
| Ano  | Título                           | Personagem              | Notas          |
| ---- | -------------------------------- | ----------------------- | -------------- |
| 2004 | Maria Morango                    | Raquel                  | Curta-metragem |
| 2005 | A Concepção                      | —                       |                |
| 2012 | Billi Pig                        | Cover de Carmem Miranda |                |
| 2013 | Cru                              | Maria                   |                |
| 2014 | Jogo da Memória                  | —                       | [ 10 ]         |
| 2015 | O Último Cine Drive-in           | Dra. Fernanda Espíndola |                |
| 2016 | Uma Loucura de Mulher            | Promoter                |                |
| 2016 | Malícia                          | —                       | [ 11 ]         |
| 2017 | E.A.S.: Esquadrão Antissequestro | Ingrid                  |                |
| 2018 | A Repartição do Tempo            | Shirley                 |                |
| 2020 | A Menina de Sessenta             | Narradora               | Documentário   |
| 2020 | Urubus                           | Aisha                   | Curta-metragem |
| 2021 | O Amor é um Cão do Inferno       | Margareth               |                |